# 赫尔曼·利茨
赫尔曼·利茨（德語：Hermann Lietz；1868年4月28日—1919年6月12日），德國教育改革家，德國乡村教育之家（D.L.E.H.）创始人。

## 生平
赫尔曼·利茨的父親是農夫。利茨兒時常與動物以及大自然接觸，這對他日後產生深遠的影響。利茨中學時曾就讀位於格赖夫斯瓦尔德與施特拉尔松德當地之高中。
利茨於1888年開始在哈雷-维滕贝格大学研讀神學、哲學、歷史以及日耳曼學，之後獲博士學位。在求學之時，他也開始研究保羅·德·拉加德並將他奉為楷模。利茨越来越关注新教育运动理念，其1896-1897年在英国阿博茨霍姆学校任教，该校于1889年由英国教育家塞西尔·雷迪创建，其教育体系给利茨留下了深刻的印象。至1904年，利茨已在伊尔森堡、豪宾达和比伯施泰因（Bieberstein）建立了三所基于雷迪模式的乡村男子学校，此后其又建立了五所此类学校。
利茨為乡村教育之家}（D.L.E.H.）创始人之一。同阿伯茨霍姆模式一样，利茨强调体育、手工艺、现代语言和科学，弱化死记硬背和古典语言。1919年，赫尔曼·利茨於豪宾达逝世。
利茨為兩性分別教育的擁護者，但是之後他所創建的機構中，兩性卻是一起上課的。其改革教育學迄今依舊能在一些赫尔曼·利茨學校中持續存在著。

## 外部連結
- 赫尔曼·利茨（德国国家图书馆目录相关文献）
- Hermann-Lietz-Schulen （页面存档备份，存于）
- Hermann-Lietz-Schule Haubinda
- Vereinigung Deutscher Landerziehungsheime e.V. （页面存档备份，存于）
- Frankfurter Rundschau (1999) "Bewegung vom begüterten und rassisch gesunden Kinde aus" （页面存档备份，存于）
- Frankfurter Rundschau (2000) "Der verengte Blick der Nachkriegszeit"